# White Traffic
Álbum do grupo Go Graal Blues Band, gravado em 1982 com produção de Jaime Fernandes. Neste disco tocam Hippo Birdie (bateria), Fernando Delaere (guitarra baixo), João Allain (guitarra) e Paulo Gonzo (vocalista, guitarra).

## Músicas
- Lonely - 04.27 (P. Gonzo/J. Allain)
- Running For Long - 06.08 (P. Gonzo/J. Allain)
- White Traffic - 06.13 (P. Gonzo/J. Allain)
- Lover Eyes - 05.37 (P. Gonzo/J. Allain)
- Emmily - 06.19 (P. Gonzo/J. Allain)
- Ghetto Drunk - 06.57 (P. Gonzo/J. Allain)
- N' Roll - 04.00 (P. Gonzo/J. Allain)
- Hot River - 02.43 (P. Gonzo/J. Allain/Hippo Birdie/F. Delaere)

## Referencias
- Biografia
- Um dos muitos blogs sobre a banda
- Site oficial do cantor Paulo Gonzo
- White Traffic (LP, Vadeca, 1982)